# 卢瓦尔河畔莫沃
卢瓦尔河畔莫沃（法語：Mauves-sur-Loire，法語發音：[mov syʁ lwaʁ] ⓘ）是法国大西洋卢瓦尔省的一个市镇，位于该省东部，属于南特区和南特都会区，其市镇面积为14.75平方公里，2022年1月1日时人口数量为3,393人。
卢瓦尔河畔莫沃是南特都会区的组成部分，卢瓦尔河右岸，通过铁路连接南特市区。

## 行政
卢瓦尔河畔莫沃的邮政编码为44470，INSEE市镇编码为44094。

## 地理

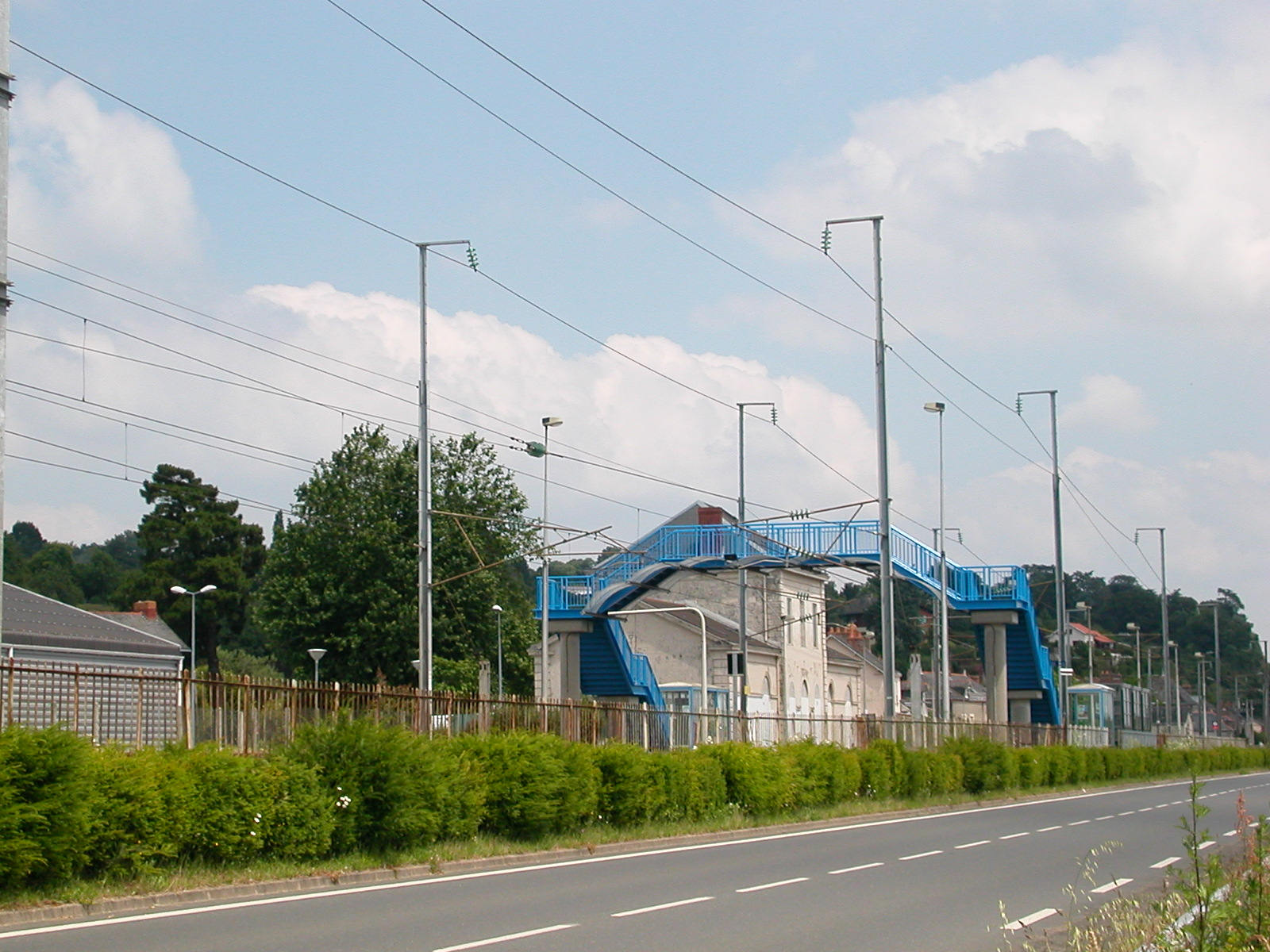
莫沃火车站

卢瓦尔河畔莫沃（47°17'46"N, 1°23'36"W）位于法国西北部，卢瓦尔河地区大区东部和大西洋卢瓦尔省中部，距离南特大约12公里。
与卢瓦尔河畔莫沃接壤的市镇包括：勒塞利耶、圣马尔迪代塞尔、卡尔克富、卢瓦尔河畔图阿雷、卢瓦尔河畔迪瓦特、圣于连德孔塞勒。
卢瓦尔河畔莫沃位于卢瓦尔河干流的右岸，隔河与卢瓦尔河畔迪瓦特相望，并通过莫沃桥连接。境内地势平坦，海拔在1至84米之间。
按照柯本气候分类法，卢瓦尔河畔莫沃属于较为典型的温带海洋性气候，全年温差较小，降水分布均匀。

## 历史
卢瓦尔河畔莫沃历史上长期为一处普通村落，“莫沃”（Mauve）在法语中意为“藕合色”，可能与当地盛产的某种植物有关。工业革命时期图尔－圣纳泽尔铁路的建成为当地带来了一定的发展。二战后逐渐发展成为南特东部的一个小型卫星城。

## 交通
图尔－圣纳泽尔铁路经过境内并设有莫沃站。
大西洋卢瓦尔省省道D31线、D68线、D89线和D723线经过卢瓦尔河畔莫沃境内。C7线和67路经过卢瓦尔河畔莫沃境内并设有站点。

## 人口
| 年份   | 1936  | 1946  | 1954  | 1962  | 1968  | 1975  | 1982  | 1990  | 1999  | 2005  | 2010  | 2015  | 2017  |
| ------ | ----- | ----- | ----- | ----- | ----- | ----- | ----- | ----- | ----- | ----- | ----- | ----- | ----- |
| 人口數 | 1,042 | 1,303 | 1,448 | 1,359 | 1,403 | 1,741 | 2,139 | 2,138 | 2,408 | 2,807 | 3,033 | 3,200 | 3,215 |

## 友好城市
- 英格兰 Hythe